# Stamboom Willem van Oranje-Nassau (1772-1843)
Dit is de stamboom van Willem van Oranje-Nassau (1772-1843). Willem I was van 1815 tot 1840 Koning der Nederlanden.
| Stamboom Willem van Oranje-Nassau (1772-1843) | Stamboom Willem van Oranje-Nassau (1772-1843)                                                     | Stamboom Willem van Oranje-Nassau (1772-1843)                                                     | Stamboom Willem van Oranje-Nassau (1772-1843)                                                     | Stamboom Willem van Oranje-Nassau (1772-1843)                                                     | Stamboom Willem van Oranje-Nassau (1772-1843)                                                     | Stamboom Willem van Oranje-Nassau (1772-1843)                                                     | Stamboom Willem van Oranje-Nassau (1772-1843)                                                     | Stamboom Willem van Oranje-Nassau (1772-1843)                                               | Stamboom Willem van Oranje-Nassau (1772-1843)                                               | Stamboom Willem van Oranje-Nassau (1772-1843)                                               | Stamboom Willem van Oranje-Nassau (1772-1843)                                                                      | Stamboom Willem van Oranje-Nassau (1772-1843)                                                                      | Stamboom Willem van Oranje-Nassau (1772-1843)                                                                      | Stamboom Willem van Oranje-Nassau (1772-1843)                                                                      | Stamboom Willem van Oranje-Nassau (1772-1843)                                              | Stamboom Willem van Oranje-Nassau (1772-1843)                                              | Stamboom Willem van Oranje-Nassau (1772-1843)                                              | Stamboom Willem van Oranje-Nassau (1772-1843)                                              | Stamboom Willem van Oranje-Nassau (1772-1843)                                              | Stamboom Willem van Oranje-Nassau (1772-1843)                                              | Stamboom Willem van Oranje-Nassau (1772-1843)                                                                                    | Stamboom Willem van Oranje-Nassau (1772-1843)                                                                                    | Stamboom Willem van Oranje-Nassau (1772-1843)                                              | Stamboom Willem van Oranje-Nassau (1772-1843)                                              | Stamboom Willem van Oranje-Nassau (1772-1843)                                                        | Stamboom Willem van Oranje-Nassau (1772-1843)                                                                          | Stamboom Willem van Oranje-Nassau (1772-1843)                                                                          | Stamboom Willem van Oranje-Nassau (1772-1843)                                                                          | Stamboom Willem van Oranje-Nassau (1772-1843)                                                                          | Stamboom Willem van Oranje-Nassau (1772-1843)                                                                          | Stamboom Willem van Oranje-Nassau (1772-1843)                                                                          | Stamboom Willem van Oranje-Nassau (1772-1843)                                                                          | Stamboom Willem van Oranje-Nassau (1772-1843)                                                                          | Stamboom Willem van Oranje-Nassau (1772-1843)                                                                          | Stamboom Willem van Oranje-Nassau (1772-1843)                                                                          | Stamboom Willem van Oranje-Nassau (1772-1843)                                                                          |
| --------------------------------------------- | ------------------------------------------------------------------------------------------------- | ------------------------------------------------------------------------------------------------- | ------------------------------------------------------------------------------------------------- | ------------------------------------------------------------------------------------------------- | ------------------------------------------------------------------------------------------------- | ------------------------------------------------------------------------------------------------- | ------------------------------------------------------------------------------------------------- | ------------------------------------------------------------------------------------------- | ------------------------------------------------------------------------------------------- | ------------------------------------------------------------------------------------------- | --- | --- | --- | --- | ------------------------------------------------------------------------------------------ | ------------------------------------------------------------------------------------------ | ------------------------------------------------------------------------------------------ | ------------------------------------------------------------------------------------------ | ------------------------------------------------------------------------------------------ | ------------------------------------------------------------------------------------------ | --- | --- | ------------------------------------------------------------------------------------------ | ------------------------------------------------------------------------------------------ | --- | --- | --- | --- | --- | --- | --- | --- | --- | --- | --- | --- |
| Betovergrootouders                            | Hendrik Casimir II van Nassau-Dietz (1657-1696) x 1683 Amalia van Anhalt-Dessau (1666-1726)       | Hendrik Casimir II van Nassau-Dietz (1657-1696) x 1683 Amalia van Anhalt-Dessau (1666-1726)       | Hendrik Casimir II van Nassau-Dietz (1657-1696) x 1683 Amalia van Anhalt-Dessau (1666-1726)       | Karel Lodewijk van Hessen-Kassel (1654-1730) x 1673 Maria Anna van Koerland (1653-1711)           | Karel Lodewijk van Hessen-Kassel (1654-1730) x 1673 Maria Anna van Koerland (1653-1711)           | Karel Lodewijk van Hessen-Kassel (1654-1730) x 1673 Maria Anna van Koerland (1653-1711)           | Karel Lodewijk van Hessen-Kassel (1654-1730) x 1673 Maria Anna van Koerland (1653-1711)           | George I van Hannover (1660-1727) x 1682 Sophie Dorothea van Brunswijk-Lüneburg (1666-1726) | George I van Hannover (1660-1727) x 1682 Sophie Dorothea van Brunswijk-Lüneburg (1666-1726) | George I van Hannover (1660-1727) x 1682 Sophie Dorothea van Brunswijk-Lüneburg (1666-1726) | Johan Frederik van Brandenburg-Ansbach (1654-1686) x 1681 Eleonore Erdmuthe Louise van Saksen-Eisenach (1662-1696) | Johan Frederik van Brandenburg-Ansbach (1654-1686) x 1681 Eleonore Erdmuthe Louise van Saksen-Eisenach (1662-1696) | Johan Frederik van Brandenburg-Ansbach (1654-1686) x 1681 Eleonore Erdmuthe Louise van Saksen-Eisenach (1662-1696) | Johan Frederik van Brandenburg-Ansbach (1654-1686) x 1681 Eleonore Erdmuthe Louise van Saksen-Eisenach (1662-1696) | Frederik I van Pruisen (1657-1713) x Sophie Charlotte van Hannover (1668-1705)             | Frederik I van Pruisen (1657-1713) x Sophie Charlotte van Hannover (1668-1705)             | Frederik I van Pruisen (1657-1713) x Sophie Charlotte van Hannover (1668-1705)             | Frederik I van Pruisen (1657-1713) x Sophie Charlotte van Hannover (1668-1705)             | Frederik I van Pruisen (1657-1713) x Sophie Charlotte van Hannover (1668-1705)             | George I van Hannover (1660-1727) x Sophie Dorothea van Brunswijk-Lüneburg (1666-1726)     | George I van Hannover (1660-1727) x Sophie Dorothea van Brunswijk-Lüneburg (1666-1726)                                           | George I van Hannover (1660-1727) x Sophie Dorothea van Brunswijk-Lüneburg (1666-1726)                                           | George I van Hannover (1660-1727) x Sophie Dorothea van Brunswijk-Lüneburg (1666-1726)     | George I van Hannover (1660-1727) x Sophie Dorothea van Brunswijk-Lüneburg (1666-1726)     | George I van Hannover (1660-1727) x Sophie Dorothea van Brunswijk-Lüneburg (1666-1726)               | Ferdinand Albrecht I van Brunswijk-Bevern (1638-1687) x 1667 Christine van Hessen-Eschwege (1649-1702)                 | Ferdinand Albrecht I van Brunswijk-Bevern (1638-1687) x 1667 Christine van Hessen-Eschwege (1649-1702)                 | Ferdinand Albrecht I van Brunswijk-Bevern (1638-1687) x 1667 Christine van Hessen-Eschwege (1649-1702)                 | Ferdinand Albrecht I van Brunswijk-Bevern (1638-1687) x 1667 Christine van Hessen-Eschwege (1649-1702)                 | Ferdinand Albrecht I van Brunswijk-Bevern (1638-1687) x 1667 Christine van Hessen-Eschwege (1649-1702)                 | Lodewijk Rudolf van Brunswijk-Wolfenbüttel (1671-1735) x 1690 Christine Louise van Oettingen-Oettingen (1671-1747)     | Lodewijk Rudolf van Brunswijk-Wolfenbüttel (1671-1735) x 1690 Christine Louise van Oettingen-Oettingen (1671-1747)     | Lodewijk Rudolf van Brunswijk-Wolfenbüttel (1671-1735) x 1690 Christine Louise van Oettingen-Oettingen (1671-1747)     | Lodewijk Rudolf van Brunswijk-Wolfenbüttel (1671-1735) x 1690 Christine Louise van Oettingen-Oettingen (1671-1747)     | Lodewijk Rudolf van Brunswijk-Wolfenbüttel (1671-1735) x 1690 Christine Louise van Oettingen-Oettingen (1671-1747)     | Lodewijk Rudolf van Brunswijk-Wolfenbüttel (1671-1735) x 1690 Christine Louise van Oettingen-Oettingen (1671-1747)     |
| Overgrootouders                               | Johan Willem Friso van Nassau-Dietz (1687-1711) x 1709 Maria Louise van Hessen-Kassel (1688-1765) | Johan Willem Friso van Nassau-Dietz (1687-1711) x 1709 Maria Louise van Hessen-Kassel (1688-1765) | Johan Willem Friso van Nassau-Dietz (1687-1711) x 1709 Maria Louise van Hessen-Kassel (1688-1765) | Johan Willem Friso van Nassau-Dietz (1687-1711) x 1709 Maria Louise van Hessen-Kassel (1688-1765) | Johan Willem Friso van Nassau-Dietz (1687-1711) x 1709 Maria Louise van Hessen-Kassel (1688-1765) | Johan Willem Friso van Nassau-Dietz (1687-1711) x 1709 Maria Louise van Hessen-Kassel (1688-1765) | Johan Willem Friso van Nassau-Dietz (1687-1711) x 1709 Maria Louise van Hessen-Kassel (1688-1765) | George II van Hannover (1683-1760) x 1705 Caroline van Brandenburg-Ansbach (1683-1737)      | George II van Hannover (1683-1760) x 1705 Caroline van Brandenburg-Ansbach (1683-1737)      | George II van Hannover (1683-1760) x 1705 Caroline van Brandenburg-Ansbach (1683-1737)      | George II van Hannover (1683-1760) x 1705 Caroline van Brandenburg-Ansbach (1683-1737)                             | George II van Hannover (1683-1760) x 1705 Caroline van Brandenburg-Ansbach (1683-1737)                             | George II van Hannover (1683-1760) x 1705 Caroline van Brandenburg-Ansbach (1683-1737)                             | George II van Hannover (1683-1760) x 1705 Caroline van Brandenburg-Ansbach (1683-1737)                             | Frederik Willem I van Pruisen (1688-1740) x 1706 Sophia Dorothea van Hannover (1687-1757)  | Frederik Willem I van Pruisen (1688-1740) x 1706 Sophia Dorothea van Hannover (1687-1757)  | Frederik Willem I van Pruisen (1688-1740) x 1706 Sophia Dorothea van Hannover (1687-1757)  | Frederik Willem I van Pruisen (1688-1740) x 1706 Sophia Dorothea van Hannover (1687-1757)  | Frederik Willem I van Pruisen (1688-1740) x 1706 Sophia Dorothea van Hannover (1687-1757)  | Frederik Willem I van Pruisen (1688-1740) x 1706 Sophia Dorothea van Hannover (1687-1757)  | Frederik Willem I van Pruisen (1688-1740) x 1706 Sophia Dorothea van Hannover (1687-1757)                                        | Frederik Willem I van Pruisen (1688-1740) x 1706 Sophia Dorothea van Hannover (1687-1757)                                        | Frederik Willem I van Pruisen (1688-1740) x 1706 Sophia Dorothea van Hannover (1687-1757)  | Frederik Willem I van Pruisen (1688-1740) x 1706 Sophia Dorothea van Hannover (1687-1757)  | Frederik Willem I van Pruisen (1688-1740) x 1706 Sophia Dorothea van Hannover (1687-1757)            | Ferdinand Albrecht II van Brunswijk-Bevern (1680-1735) x 1712 Antoinette Amalie van Brunswijk-Wolfenbüttel (1696-1762) | Ferdinand Albrecht II van Brunswijk-Bevern (1680-1735) x 1712 Antoinette Amalie van Brunswijk-Wolfenbüttel (1696-1762) | Ferdinand Albrecht II van Brunswijk-Bevern (1680-1735) x 1712 Antoinette Amalie van Brunswijk-Wolfenbüttel (1696-1762) | Ferdinand Albrecht II van Brunswijk-Bevern (1680-1735) x 1712 Antoinette Amalie van Brunswijk-Wolfenbüttel (1696-1762) | Ferdinand Albrecht II van Brunswijk-Bevern (1680-1735) x 1712 Antoinette Amalie van Brunswijk-Wolfenbüttel (1696-1762) | Ferdinand Albrecht II van Brunswijk-Bevern (1680-1735) x 1712 Antoinette Amalie van Brunswijk-Wolfenbüttel (1696-1762) | Ferdinand Albrecht II van Brunswijk-Bevern (1680-1735) x 1712 Antoinette Amalie van Brunswijk-Wolfenbüttel (1696-1762) | Ferdinand Albrecht II van Brunswijk-Bevern (1680-1735) x 1712 Antoinette Amalie van Brunswijk-Wolfenbüttel (1696-1762) | Ferdinand Albrecht II van Brunswijk-Bevern (1680-1735) x 1712 Antoinette Amalie van Brunswijk-Wolfenbüttel (1696-1762) | Ferdinand Albrecht II van Brunswijk-Bevern (1680-1735) x 1712 Antoinette Amalie van Brunswijk-Wolfenbüttel (1696-1762) | Ferdinand Albrecht II van Brunswijk-Bevern (1680-1735) x 1712 Antoinette Amalie van Brunswijk-Wolfenbüttel (1696-1762) |
| Grootouders                                   | Willem IV van Oranje-Nassau (1711-1751) x 1734 Anna van Hannover (1709-1759)                      | Willem IV van Oranje-Nassau (1711-1751) x 1734 Anna van Hannover (1709-1759)                      | Willem IV van Oranje-Nassau (1711-1751) x 1734 Anna van Hannover (1709-1759)                      | Willem IV van Oranje-Nassau (1711-1751) x 1734 Anna van Hannover (1709-1759)                      | Willem IV van Oranje-Nassau (1711-1751) x 1734 Anna van Hannover (1709-1759)                      | Willem IV van Oranje-Nassau (1711-1751) x 1734 Anna van Hannover (1709-1759)                      | Willem IV van Oranje-Nassau (1711-1751) x 1734 Anna van Hannover (1709-1759)                      | Willem IV van Oranje-Nassau (1711-1751) x 1734 Anna van Hannover (1709-1759)                | Willem IV van Oranje-Nassau (1711-1751) x 1734 Anna van Hannover (1709-1759)                | Willem IV van Oranje-Nassau (1711-1751) x 1734 Anna van Hannover (1709-1759)                | Willem IV van Oranje-Nassau (1711-1751) x 1734 Anna van Hannover (1709-1759)                                       | Willem IV van Oranje-Nassau (1711-1751) x 1734 Anna van Hannover (1709-1759)                                       | Willem IV van Oranje-Nassau (1711-1751) x 1734 Anna van Hannover (1709-1759)                                       | Willem IV van Oranje-Nassau (1711-1751) x 1734 Anna van Hannover (1709-1759)                                       | August Willem van Pruisen (1722-1758) x 1742 Amalia van Brunswijk-Wolfenbüttel (1722-1780) | August Willem van Pruisen (1722-1758) x 1742 Amalia van Brunswijk-Wolfenbüttel (1722-1780) | August Willem van Pruisen (1722-1758) x 1742 Amalia van Brunswijk-Wolfenbüttel (1722-1780) | August Willem van Pruisen (1722-1758) x 1742 Amalia van Brunswijk-Wolfenbüttel (1722-1780) | August Willem van Pruisen (1722-1758) x 1742 Amalia van Brunswijk-Wolfenbüttel (1722-1780) | August Willem van Pruisen (1722-1758) x 1742 Amalia van Brunswijk-Wolfenbüttel (1722-1780) | August Willem van Pruisen (1722-1758) x 1742 Amalia van Brunswijk-Wolfenbüttel (1722-1780)                                       | August Willem van Pruisen (1722-1758) x 1742 Amalia van Brunswijk-Wolfenbüttel (1722-1780)                                       | August Willem van Pruisen (1722-1758) x 1742 Amalia van Brunswijk-Wolfenbüttel (1722-1780) | August Willem van Pruisen (1722-1758) x 1742 Amalia van Brunswijk-Wolfenbüttel (1722-1780) | August Willem van Pruisen (1722-1758) x 1742 Amalia van Brunswijk-Wolfenbüttel (1722-1780)           | August Willem van Pruisen (1722-1758) x 1742 Amalia van Brunswijk-Wolfenbüttel (1722-1780)                             | August Willem van Pruisen (1722-1758) x 1742 Amalia van Brunswijk-Wolfenbüttel (1722-1780)                             | August Willem van Pruisen (1722-1758) x 1742 Amalia van Brunswijk-Wolfenbüttel (1722-1780)                             | August Willem van Pruisen (1722-1758) x 1742 Amalia van Brunswijk-Wolfenbüttel (1722-1780)                             | August Willem van Pruisen (1722-1758) x 1742 Amalia van Brunswijk-Wolfenbüttel (1722-1780)                             | August Willem van Pruisen (1722-1758) x 1742 Amalia van Brunswijk-Wolfenbüttel (1722-1780)                             | August Willem van Pruisen (1722-1758) x 1742 Amalia van Brunswijk-Wolfenbüttel (1722-1780)                             | August Willem van Pruisen (1722-1758) x 1742 Amalia van Brunswijk-Wolfenbüttel (1722-1780)                             | August Willem van Pruisen (1722-1758) x 1742 Amalia van Brunswijk-Wolfenbüttel (1722-1780)                             | August Willem van Pruisen (1722-1758) x 1742 Amalia van Brunswijk-Wolfenbüttel (1722-1780)                             | August Willem van Pruisen (1722-1758) x 1742 Amalia van Brunswijk-Wolfenbüttel (1722-1780)                             |
| Ouders                                        | Willem V van Oranje-Nassau (1748-1806) x 1767 Wilhelmina van Pruisen (1751-1820)                  | Willem V van Oranje-Nassau (1748-1806) x 1767 Wilhelmina van Pruisen (1751-1820)                  | Willem V van Oranje-Nassau (1748-1806) x 1767 Wilhelmina van Pruisen (1751-1820)                  | Willem V van Oranje-Nassau (1748-1806) x 1767 Wilhelmina van Pruisen (1751-1820)                  | Willem V van Oranje-Nassau (1748-1806) x 1767 Wilhelmina van Pruisen (1751-1820)                  | Willem V van Oranje-Nassau (1748-1806) x 1767 Wilhelmina van Pruisen (1751-1820)                  | Willem V van Oranje-Nassau (1748-1806) x 1767 Wilhelmina van Pruisen (1751-1820)                  | Willem V van Oranje-Nassau (1748-1806) x 1767 Wilhelmina van Pruisen (1751-1820)            | Willem V van Oranje-Nassau (1748-1806) x 1767 Wilhelmina van Pruisen (1751-1820)            | Willem V van Oranje-Nassau (1748-1806) x 1767 Wilhelmina van Pruisen (1751-1820)            | Willem V van Oranje-Nassau (1748-1806) x 1767 Wilhelmina van Pruisen (1751-1820)                                   | Willem V van Oranje-Nassau (1748-1806) x 1767 Wilhelmina van Pruisen (1751-1820)                                   | Willem V van Oranje-Nassau (1748-1806) x 1767 Wilhelmina van Pruisen (1751-1820)                                   | Willem V van Oranje-Nassau (1748-1806) x 1767 Wilhelmina van Pruisen (1751-1820)                                   | Willem V van Oranje-Nassau (1748-1806) x 1767 Wilhelmina van Pruisen (1751-1820)           | Willem V van Oranje-Nassau (1748-1806) x 1767 Wilhelmina van Pruisen (1751-1820)           | Willem V van Oranje-Nassau (1748-1806) x 1767 Wilhelmina van Pruisen (1751-1820)           | Willem V van Oranje-Nassau (1748-1806) x 1767 Wilhelmina van Pruisen (1751-1820)           | Willem V van Oranje-Nassau (1748-1806) x 1767 Wilhelmina van Pruisen (1751-1820)           | Willem V van Oranje-Nassau (1748-1806) x 1767 Wilhelmina van Pruisen (1751-1820)           | Willem V van Oranje-Nassau (1748-1806) x 1767 Wilhelmina van Pruisen (1751-1820)                                                 | Willem V van Oranje-Nassau (1748-1806) x 1767 Wilhelmina van Pruisen (1751-1820)                                                 | Willem V van Oranje-Nassau (1748-1806) x 1767 Wilhelmina van Pruisen (1751-1820)           | Willem V van Oranje-Nassau (1748-1806) x 1767 Wilhelmina van Pruisen (1751-1820)           | Willem V van Oranje-Nassau (1748-1806) x 1767 Wilhelmina van Pruisen (1751-1820)                     | Willem V van Oranje-Nassau (1748-1806) x 1767 Wilhelmina van Pruisen (1751-1820)                                       | Willem V van Oranje-Nassau (1748-1806) x 1767 Wilhelmina van Pruisen (1751-1820)                                       | Willem V van Oranje-Nassau (1748-1806) x 1767 Wilhelmina van Pruisen (1751-1820)                                       | Willem V van Oranje-Nassau (1748-1806) x 1767 Wilhelmina van Pruisen (1751-1820)                                       | Willem V van Oranje-Nassau (1748-1806) x 1767 Wilhelmina van Pruisen (1751-1820)                                       | Willem V van Oranje-Nassau (1748-1806) x 1767 Wilhelmina van Pruisen (1751-1820)                                       | Willem V van Oranje-Nassau (1748-1806) x 1767 Wilhelmina van Pruisen (1751-1820)                                       | Willem V van Oranje-Nassau (1748-1806) x 1767 Wilhelmina van Pruisen (1751-1820)                                       | Willem V van Oranje-Nassau (1748-1806) x 1767 Wilhelmina van Pruisen (1751-1820)                                       | Willem V van Oranje-Nassau (1748-1806) x 1767 Wilhelmina van Pruisen (1751-1820)                                       | Willem V van Oranje-Nassau (1748-1806) x 1767 Wilhelmina van Pruisen (1751-1820)                                       |
| Willem I van Oranje-Nassau (1772-1843)        |                                                                                                   |                                                                                                   |                                                                                                   |                                                                                                   |                                                                                                   |                                                                                                   |                                                                                                   |                                                                                             |                                                                                             |                                                                                             | | | | |                                                                                            |                                                                                            |                                                                                            |                                                                                            |                                                                                            |                                                                                            | | |                                                                                            |                                                                                            | | | | | | | | | | | | |
| Gehuwd met                                    | x 1791 Wilhelmina van Pruisen (1774-1837)                                                         | x 1791 Wilhelmina van Pruisen (1774-1837)                                                         | x 1791 Wilhelmina van Pruisen (1774-1837)                                                         | x 1791 Wilhelmina van Pruisen (1774-1837)                                                         | x 1791 Wilhelmina van Pruisen (1774-1837)                                                         | x 1791 Wilhelmina van Pruisen (1774-1837)                                                         | x 1791 Wilhelmina van Pruisen (1774-1837)                                                         | x 1791 Wilhelmina van Pruisen (1774-1837)                                                   | x 1791 Wilhelmina van Pruisen (1774-1837)                                                   | x 1791 Wilhelmina van Pruisen (1774-1837)                                                   | x 1791 Wilhelmina van Pruisen (1774-1837)                                                                          | x 1791 Wilhelmina van Pruisen (1774-1837)                                                                          | x 1791 Wilhelmina van Pruisen (1774-1837)                                                                          | x 1791 Wilhelmina van Pruisen (1774-1837)                                                                          | x 1791 Wilhelmina van Pruisen (1774-1837)                                                  | x 1791 Wilhelmina van Pruisen (1774-1837)                                                  | x 1791 Wilhelmina van Pruisen (1774-1837)                                                  | x 1791 Wilhelmina van Pruisen (1774-1837)                                                  | x 1791 Wilhelmina van Pruisen (1774-1837)                                                  | x 1791 Wilhelmina van Pruisen (1774-1837)                                                  | x 1791 Wilhelmina van Pruisen (1774-1837)                                                                                        | x 1791 Wilhelmina van Pruisen (1774-1837)                                                                                        | x 1791 Wilhelmina van Pruisen (1774-1837)                                                  | x 1791 Wilhelmina van Pruisen (1774-1837)                                                  | x 1791 Wilhelmina van Pruisen (1774-1837)                                                            | x 1791 Wilhelmina van Pruisen (1774-1837)                                                                              | x 1791 Wilhelmina van Pruisen (1774-1837)                                                                              | x 1791 Wilhelmina van Pruisen (1774-1837)                                                                              | x 1791 Wilhelmina van Pruisen (1774-1837)                                                                              | x 1791 Wilhelmina van Pruisen (1774-1837)                                                                              | x 1791 Wilhelmina van Pruisen (1774-1837)                                                                              | x 1791 Wilhelmina van Pruisen (1774-1837)                                                                              | x 1791 Wilhelmina van Pruisen (1774-1837)                                                                              | x 1791 Wilhelmina van Pruisen (1774-1837)                                                                              | x 1841 Henriëtte d'Oultremont de Wégimont (1792-1864)                                                                  | x 1841 Henriëtte d'Oultremont de Wégimont (1792-1864)                                                                  |
| Kinderen                                      | Willem II (1792-1849) x 1816 Anna Paulowna Romanov (1795-1865)                                    | Willem II (1792-1849) x 1816 Anna Paulowna Romanov (1795-1865)                                    | Willem II (1792-1849) x 1816 Anna Paulowna Romanov (1795-1865)                                    | Willem II (1792-1849) x 1816 Anna Paulowna Romanov (1795-1865)                                    | Willem II (1792-1849) x 1816 Anna Paulowna Romanov (1795-1865)                                    | Willem II (1792-1849) x 1816 Anna Paulowna Romanov (1795-1865)                                    | Willem II (1792-1849) x 1816 Anna Paulowna Romanov (1795-1865)                                    | Willem II (1792-1849) x 1816 Anna Paulowna Romanov (1795-1865)                              | Willem II (1792-1849) x 1816 Anna Paulowna Romanov (1795-1865)                              | Willem II (1792-1849) x 1816 Anna Paulowna Romanov (1795-1865)                              | Willem II (1792-1849) x 1816 Anna Paulowna Romanov (1795-1865)                                                     | Willem II (1792-1849) x 1816 Anna Paulowna Romanov (1795-1865)                                                     | Willem II (1792-1849) x 1816 Anna Paulowna Romanov (1795-1865)                                                     | Willem II (1792-1849) x 1816 Anna Paulowna Romanov (1795-1865)                                                     | Frederik (1797-1881) x 1825 Louise van Pruisen (1808-1870)                                 | Frederik (1797-1881) x 1825 Louise van Pruisen (1808-1870)                                 | Frederik (1797-1881) x 1825 Louise van Pruisen (1808-1870)                                 | Frederik (1797-1881) x 1825 Louise van Pruisen (1808-1870)                                 | Frederik (1797-1881) x 1825 Louise van Pruisen (1808-1870)                                 | Frederik (1797-1881) x 1825 Louise van Pruisen (1808-1870)                                 | Frederik (1797-1881) x 1825 Louise van Pruisen (1808-1870)                                                                       | Frederik (1797-1881) x 1825 Louise van Pruisen (1808-1870)                                                                       | Paulina (1800-1806)                                                                        | Paulina (1800-1806)                                                                        | Marianne (1810-1883) x 1830 Albert van Pruisen (1809-1872)                                           | Marianne (1810-1883) x 1830 Albert van Pruisen (1809-1872)                                                             | Marianne (1810-1883) x 1830 Albert van Pruisen (1809-1872)                                                             | Marianne (1810-1883) x 1830 Albert van Pruisen (1809-1872)                                                             | Marianne (1810-1883) x 1830 Albert van Pruisen (1809-1872)                                                             | Marianne (1810-1883) x 1830 Albert van Pruisen (1809-1872)                                                             | Marianne (1810-1883) x 1830 Albert van Pruisen (1809-1872)                                                             | Marianne (1810-1883) x 1830 Albert van Pruisen (1809-1872)                                                             | Marianne (1810-1883) x 1830 Albert van Pruisen (1809-1872)                                                             | Marianne (1810-1883) x 1830 Albert van Pruisen (1809-1872)                                                             | - | - |
| Kleinkinderen                                 | Willem III (1817-1890)                                                                            | Willem III (1817-1890)                                                                            | Willem III (1817-1890)                                                                            | Willem III (1817-1890)                                                                            | Alexander (1818-1848)                                                                             | Alexander (1818-1848)                                                                             | Hendrik (1820-1879)                                                                               | Hendrik (1820-1879)                                                                         | Hendrik (1820-1879)                                                                         | Hendrik (1820-1879)                                                                         | Ernst Casimir (1822)                                                                                               | Ernst Casimir (1822)                                                                                               | Sophie (1824-1897) x 1842 Karel Alexander van Saksen-Weimar-Eisenach (1818-1901)                                   | Sophie (1824-1897) x 1842 Karel Alexander van Saksen-Weimar-Eisenach (1818-1901)                                   | Louise (1828-1871) x 1850 Karel XV van Zweden (1826-1872)                                  | Louise (1828-1871) x 1850 Karel XV van Zweden (1826-1872)                                  | Willem (1833-1834)                                                                         | Willem (1833-1834)                                                                         | Frederik (1836-1846)                                                                       | Frederik (1836-1846)                                                                       | Maria (1841-1910) x 1871 Wilhelm van Wied (1845-1907)                                                                            | Maria (1841-1910) x 1871 Wilhelm van Wied (1845-1907)                                                                            | -                                                                                          | -                                                                                          | Charlotte (1831-1855)                                                                                | Charlotte (1831-1855)                                                                                                  | zoon (1832) | zoon (1832) | Albert (1837-1906) | Albert (1837-1906) | Elisabeth (1840) | Elisabeth (1840) | Alexandrine (1842-1906)                                                                                                | Alexandrine (1842-1906)                                                                                                | - | - |
| Kleinkinderen                                 | x 1839 Sophia van Württemberg (1818-1877)                                                         | x 1839 Sophia van Württemberg (1818-1877)                                                         | x 1879 Emma van Waldeck-Pyrmont (1858-1934)                                                       | x 1879 Emma van Waldeck-Pyrmont (1858-1934)                                                       | Alexander (1818-1848)                                                                             | Alexander (1818-1848)                                                                             | x 1853 Amalia van Saksen-Weimar-Eisenach (1830-1872)                                              | x 1853 Amalia van Saksen-Weimar-Eisenach (1830-1872)                                        | x 1878 Maria van Pruisen (1855-1888)                                                        | x 1878 Maria van Pruisen (1855-1888)                                                        | Ernst Casimir (1822)                                                                                               | Ernst Casimir (1822)                                                                                               | Sophie (1824-1897) x 1842 Karel Alexander van Saksen-Weimar-Eisenach (1818-1901)                                   | Sophie (1824-1897) x 1842 Karel Alexander van Saksen-Weimar-Eisenach (1818-1901)                                   | Louise (1828-1871) x 1850 Karel XV van Zweden (1826-1872)                                  | Louise (1828-1871) x 1850 Karel XV van Zweden (1826-1872)                                  | Willem (1833-1834)                                                                         | Willem (1833-1834)                                                                         | Frederik (1836-1846)                                                                       | Frederik (1836-1846)                                                                       | Maria (1841-1910) x 1871 Wilhelm van Wied (1845-1907)                                                                            | Maria (1841-1910) x 1871 Wilhelm van Wied (1845-1907)                                                                            | -                                                                                          | -                                                                                          | Charlotte (1831-1855)                                                                                | Charlotte (1831-1855)                                                                                                  | zoon (1832) | zoon (1832) | Albert (1837-1906) | Albert (1837-1906) | Elisabeth (1840) | Elisabeth (1840) | Alexandrine (1842-1906)                                                                                                | Alexandrine (1842-1906)                                                                                                | - | - |
| Achterkleinkinderen                           | Willem (1840-1879) Maurits (1843-1850) Alexander (1851-1884)                                      | Willem (1840-1879) Maurits (1843-1850) Alexander (1851-1884)                                      | Wilhelmina (1880-1962)                                                                            | Wilhelmina (1880-1962)                                                                            | -                                                                                                 | -                                                                                                 | -                                                                                                 | -                                                                                           | -                                                                                           | -                                                                                           | | | Karel August (1844-1894) Marie (1849-1922) Maria Anna Sophia Elisabeth (1851-1859) Elisabeth (1854-1908)           | Karel August (1844-1894) Marie (1849-1922) Maria Anna Sophia Elisabeth (1851-1859) Elisabeth (1854-1908)           | Louise (1851-1926) Karel Oscar (1852-1854)                                                 | Louise (1851-1926) Karel Oscar (1852-1854)                                                 | -                                                                                          | -                                                                                          | -                                                                                          | -                                                                                          | Frederik (1872-1945) Alexander Herman (1874-1877) Willem (1876-1945) Viktor (1877-1946) Louise (1880-1965) Elisabeth (1883-1938) | Frederik (1872-1945) Alexander Herman (1874-1877) Willem (1876-1945) Viktor (1877-1946) Louise (1880-1965) Elisabeth (1883-1938) | -                                                                                          | -                                                                                          | Bernhard III (1851-1928) George Albert (1852-1853) Maria Elisabeth (1853-1923) levenloos kind (1855) | Bernhard III (1851-1928) George Albert (1852-1853) Maria Elisabeth (1853-1923) levenloos kind (1855)                   | - | - | Frederik Hendrik (1874-1940) Joachim Albrecht (1876-1939) Frederik Willem (1880-1925)                                  | Frederik Hendrik (1874-1940) Joachim Albrecht (1876-1939) Frederik Willem (1880-1925)                                  | - | - | Charlotte (1868-1944)                                                                                                  | Charlotte (1868-1944)                                                                                                  | - | - |